# Тышкевич, Екатерина Игоревна
Екатерина Игоревна Тышкевич (укр. Катерина Ігорівна Тишкевич; род. 18 сентября 1994, Одесса, Одесская область, Украина) — украинская актриса кино и телевидения, телеведущая.

## Биография

### Детство
Родилась 18 сентября 1994 года в Одессе в семье медицинских работников. Мама актрисы — невропатолог и главный врач огромного медицинского центра в Одессе, папа – педиатр, бабушка – кардиолог и дедушка – хирург. Когда Тышкевич исполнился год, её родители развелись. У Екатерины также есть младшая сестра Кристина.
В детстве стала победительницей конкурса Мини-мисс «Жемчужина Юга» в Одессе.
Во время учёбы в школе занималась в театральной студии и участвовала в школьных постановках, тогда же решила стать актрисой.

### Карьера
После окончания школы поступила в Киевский национальный университет театра, кино и телевидения имени И. К. Карпенко-Карого.
В 2013 году начала сниматься в телесериалах, как правило в эпизодических ролях, после чего карьера Тышкевич продолжилась. Всего у Тышкевич более 40 работ в ряде проектов, среди которых роли в следующих сериалах, как «Бессмертник», «Депутатики», «Аметистовая серёжка», «Се ля ви» и другие. Помимо этого успех и известность Тышкевич принесли роли Екатерины/Марии Богдановой в «Ничто не случается дважды», где она сыграла двух героинь: мать и дочь, и роль акушера-гинеколога в сериале «Женский доктор». Как рассказывала актриса в интервью, для роли акушера-гинеколога «Женском докторе» она консультировалась с мамой и у неё пропала фобия держать на руках младенцев.

### Личная жизнь
7 февраля 2019 года вышла замуж за актёра Валентина Томусяка, с которым познакомились на съемках сериала «Бессмертник». Супруг старше Екатерины на 11 лет.

### Состояние здоровья
Несколько лет назад Тышкевич рассказала своим поклонникам в социальных сетях о том, что страдает загадочной болезнью, которую врачи не могли диагностировать долгий период времени. Как сообщила актриса, она страдает от головных болей, от которых не может излечиться.
В декабре 2023 года стало известно об ухудшении состояния здоровья 29-летней актрисы и она была доставлена в реанимацию, поскольку у неё образовался сепсис. После 12 дней в коме и после оказанной медицинской помощи её состояние улучшилось и она была выписана из больницы для домашнего восстановления.

## Фильмография
- 2024 — 3+3 (в производстве)
- 2022 — Птица в клетке — Снежана
- 2021 — Место под солнцем — Женя Парфенова
- 2021 — Летний снег — Юля
- 2020 — Цвет страсти — Марина Пулько, также Пуля, зэчка
- 2020 — Ты только мой
- 2020 — Се ля ви — Снежана
- 2020 — Родственные связи 2 — Юля Светлова, пресс-секретарь мэра
- 2020 — Отражение звезды
- 2020 — Женский доктор-5 — Ольга Викторовна Ольховская, гинеколог
- 2020 — Верная подруга — Инна
- 2020 — Бедная Саша — Валерия Шульгина, стриптизёрша
- 2020 — Авантюра — Аглая
- 2019 — Чужой грех — Кристина
- 2019 — Наследники — Илона, дочь Валерии от первого брака
- 2019 — Криминальный журналист — Катя Горохова, дочь Григория и Софьи
- 2019 — Город влюблённых
- 2019 — Будь что будет — Полина, любовница Андрея, двоюродная сестра Виталия
- 2018—2020 — Ничто не случается дважды — Катя Богданова/Маша Богданова, жена Дмитрия, дочь Кати и Дмитрия
- 2018 — Седьмой гость — Ольга Чернова, жена Андрея
- 2018 — Отдай мою мечту — Лена, администратор бара
- 2018 — Обмани себя — Катя Аркадьева, лейтенант
- 2018 — Красота требует жертв — Яна, любовница Игоря
- 2018 — Аметистовая серёжка — Анна Сниткина — главная роль, любовница Виктора
- 2017 — Что делает твоя жена? — Лиза Станчук, актриса
- 2017 — Хороший парень — Ольга, администратор клуба
- 2017 — Неисправимые — Юля, квартирантка Максима
- 2017 — Ментовские войны — Катя, подруга Лавренко, (Жесть, фильм 5)
- 2017 — Всё ещё будет — Вика, любовница Миронова
- 2017 — Вверх тормашками — Регина, внучка Савелия Самойловича
- 2017 — Артистка — Женя, подруга детства Ники
- 2016 — Сводные сёстры — Калерия
- 2016 — Проводница — Ирина, дочь Аллы и Игоря, (Жизнь сначала, 2-я серия)
- 2016 — Подкидыши — Вика, журналистка
- 2016 — На линии жизни — Руслана, журналистка
- 2016 — Дом на холодном ключе — Света, администратор в лаборатории
- 2016 — Депутатики — Екатерина Игоревна Дыня, депутат Верховной Рады
- 2016 — Восток-Запад
- 2015 — Три дороги
- 2015 — Ради любви я всё смогу — Инна, секретарь Кирилла Егоровича
- 2015 — Офицерские жёны — Рита Красоткина, одноклассница Нади
- 2015 — Никонов и Ко — Маша (12-я серия)
- 2015 — Клан ювелиров — Ирина Панина (нет в титрах)
- 2015 — Бессмертник — Ирина Белоус
- 2014 — Скорая помощь — Марина Полякова, невеста Варежкина, 12-я серия
- 2014 — Личное дело
- 2014 — Возвращение Мухтара-9 — Лада Гоголева, (Опасное дефиле, 77-я серия)
- 2013—2014 — Сашка — Алина, подруга Марины
- 2013 — Женский доктор-2 (Подарок для дочери, 36-я серия) — Юля, подруга Леры